# Landkreis Zwittau

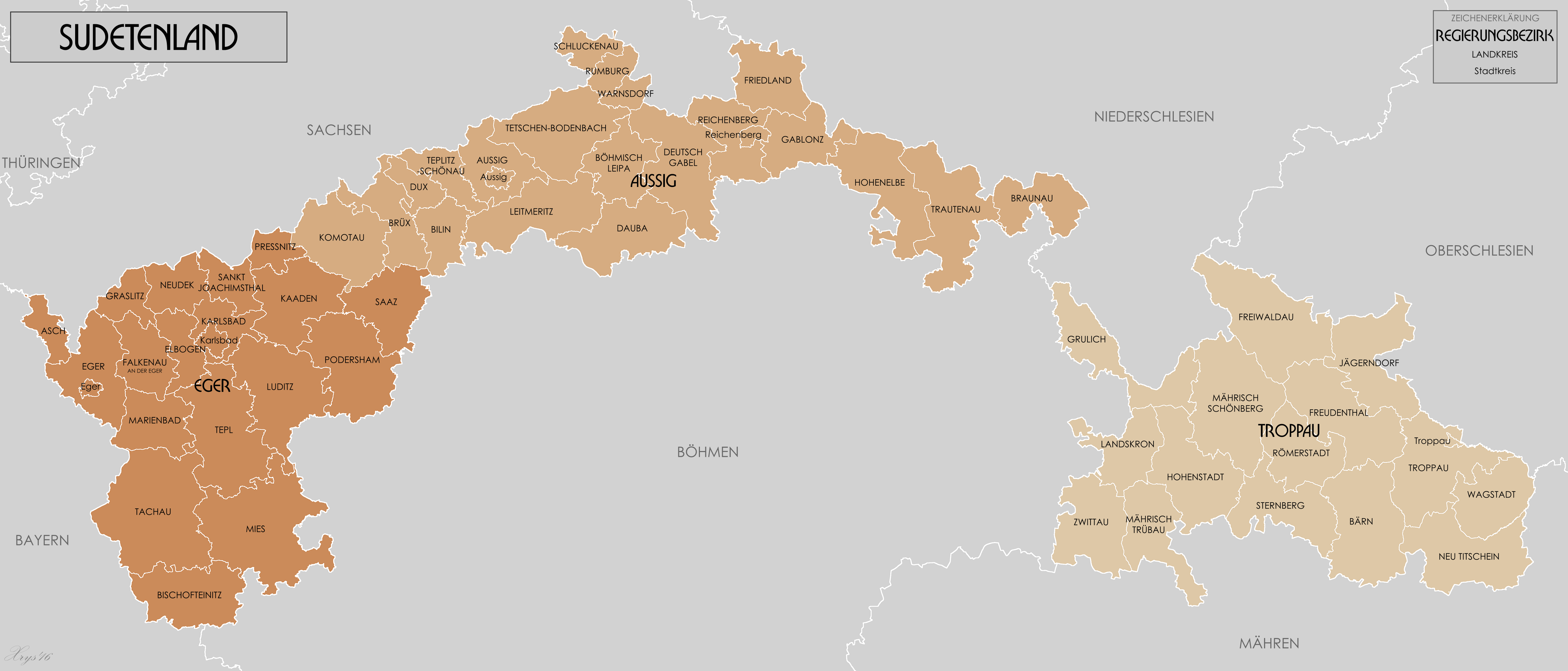
Verwaltungskarte des Reichsgaus Sudetenland

Der deutsche Landkreis Zwittau bestand in der Zeit zwischen 1939 und 1945. Er umfasste am 1. Januar 1945 zwei Städte und  weitere Gemeinden.
Das Gebiet des Landkreises Zwittau hatte am 1. Dezember 1930 49.708 Einwohner, am 17. Mai 1939 waren es 49.640 und am 22. Mai 1947 32.178 Bewohner.

## Verwaltungsgeschichte
Am 1. Mai 1939 wurde im neu geschaffenen Reichsgau Sudetenland der Landkreis Zwittau gegründet und dem Regierungsbezirk Troppau zugeteilt.
Er entstand aus den folgenden Landkreisen:
- Leitomischl (teilweise): der deutsch gewordene Teil des Gerichtsbezirks Leitomischl,
- Mährisch Trübau (teilweise):der deutsch gewordene Teil des Gerichtsbezirks Zwittau und vom Gerichtsbezirk Gewitsch die Gemeinde Selsen,
- Politschka (teilweise): der deutsch gewordene Teil des Gerichtsbezirks Politschka.

Bis zum Aufbau eines Landratsamtes in Zwittau wurde der Landkreis zunächst von Mährisch Trübau aus mitverwaltet.
Bei diesem Zustand blieb es bis zum Ende des Zweiten Weltkriegs.

### Tschechoslowakei / Tschechische Republik
Seit 1945 gehörte das Gebiet zunächst wieder zur Tschechoslowakei. Heute ist es ein Teil der Tschechischen Republik.

## Landräte
1939–9999: Reichelt (kommissarisch)
1939–1945: Adalbert Hartmann

## Kommunalverfassung
Bereits am Tag vor der förmlichen Eingliederung in das Deutsche Reich, nämlich am 20. November 1938, wurden  alle Gemeinden der Deutschen Gemeindeordnung vom 30. Januar 1935 unterstellt, welche die Durchsetzung des Führerprinzips auf Gemeindeebene vorsah. Es galten fortan die im bisherigen Reichsgebiet üblichen Bezeichnungen, nämlich statt:
- Ortsgemeinde: Gemeinde,
- Marktgemeinde: Markt,
- Stadtgemeinde: Stadt,
- Politischer Bezirk: Landkreis.

## Ortsnamen
Es galten die bisherigen Ortsnamen weiter, und zwar in der deutsch-österreichischen Fassung von 1918.

## Städte und Gemeinden
(Einwohner 1930/1939)

### Städte
1. Brüsau (1.506/1.286)
2. Zwittau (10.446/10.405)

### Gemeinden
1. Abtsdorf, Markt (?/1.922)
2. Blumenau (645/634)
3. Böhmisch Hermersdorf (143/131)
4. Böhmisch Rothmühl (1.209/1.251)
5. Böhmisch Wiesen (335/293)
6. Bohnau (694/633)
7. Brünnlitz (630/490)
8. Chrostau (Ortsteil Pulpetzen) (140/?)
9. Deutsch Biela (1.158/1.043)
10. Dittersbach (933/962)
11. Dittersdorf (1.009/1.005)
12. Glaselsdorf (439/450)
13. Greifendorf (2.799/2.930)
14. Hopfendorf (471/469)
15. Jansdorf (1.839/1.938)
16. Karlsbrunn (827/865)
17. Ketzelsdorf (1.564/1.710)
18. Laubendorf (1.766/1.771)
19. Lauterbach (1.557/1.654)
20. Mährisch Chrostau (1.341/1.143)
21. Mährisch Hermersdorf (952/957)
22. Mährisch Lotschnau (1.703/1.624)
23. Mährisch Rausenstein (154/148)
24. Mährisch Rothmühl, Markt (1.394/1.331)
25. Mohren (432/497)
26. Mußlau (Ortsteil Mährisch Wiesen) (292/273)
27. Neu Biela (271/268)
28. Nieder Rauden (211/204)
29. Nikl (992/1.024)
30. Ober Heinzendorf (1.053/981)
31. Riegersdorf (321/328)
32. Schirmdorf (?/817)
33. Schönbrunn (1.967/2.144)
34. Selsen (156/176)
35. Stangendorf (1.581/1.616)
36. Strokele (295/313)[1]
37. Überdörfel (867/887)
38. Vierzighuben, Markt (2.882/3.047)

## Persönlichkeiten
- Oskar Schindler, sudetendeutscher Industrieller und Gerechter unter den Völkern
- Hugo Jury, österreichischer Arzt und nationalsozialistischer Politiker